# Ada de Castro
Ada Antunes Pereira conhecida por Ada de Castro (Lisboa, 13 de Agosto de 1937) é uma fadista e actriz de teatro portuguesa.

## Biografia
Ada Antunes Pereira nasceu em 13 de Agosto de 1937, em Lisboa.
A estreia da fadista no teatro de revista aconteceu na peça Tudo à Mostra (1966), no Teatro Maria Vitória, onde cantou "Na Hora da Despedida", um fado de apoio aos soldados portugueses na Guerra do Ultramar que se tornaria num sucesso.
Ada fez parte dos sócios fundadores da Associação Portuguesa dos Amigos do Fado.
Em 2009 é ditado o primeiro volume de Os Fados da Alvorada, incluído numa série de compilações com chancela da  Movieplay Portuguesa, que abre  com o tema "A Rosa" interpretado por Ada de Castro, com música de Joaquim Campos da Silva e letra de Joaquim da Silva Borges. Segundo investigação de José Manuel Osório, são estes os verdadeiros créditos do tema "Rosa Caída" (1961), cuja letra foi atribuída a José Guimarães, que realmente escreveu um poema "Rosa Caída" mas que não corresponde à texto cantado no fado.

"Sou uma mulher simples que ama o Fado e que tudo tem feito para o cantar bem. Sou das fadistas castiças que cantam com voz velada e um cheirinho de rua"

Ada de Castro

Ada de Castro anunciou a sua retirada do meio artístico no dia 4 de Outubro de 2010, após ter recebido o "Prémio de Carreira" pelos seus 50 anos de carreira na V Gala Amália. O evento realizado pela Fundação Amália e pela Música no Coração decorreu no Coliseu de Lisboa. Ainda em 2010, a RTP apresentou o documentário "Ada de Castro - 50 Anos de Carreira", de Maria João Gama.
Em 27 de Novembro de 2012, a fadista foi distinguida em  Medalha Municipal de Mérito, Grau Ouro, da Câmara Municipal de Lisboa, numa  uma cerimónia onde foram homenageadas 50 personalidades do universo do Fado e da Guitarra Portuguesa, assinalando o 1.º aniversário da consagração do Fado como Património Imaterial da Humanidade, pela UNESCO.

## Prémios
- Melhor fadista da quinzena (Prémio RTP) (1962)
- Prémio Bordalo (1967), ou Prémio da Imprensa, entregue pela Casa da Imprensa em 1964, na categoria "Fado" que também distinguiu o fadista Carlos do Carmo.[8]
- Melhor fadista do ano (Revista Nova Gente) (1982)
- Foi uma das 50 figuras do fado e da guitarra portuguesa homenageadas, em 2012, aquando da celebração do primeiro aniversário do fado enquanto Património Imaterial da Humanidade, tendo nessa altura recebido a Medalha Municipal de Mérito (Grau Ouro), da cidade de Lisboa. [9]

## Álbuns
- Sopa à Portuguesa (1985, LP, Movieplay)(1991, CD, Movieplay, Série Ouro)[10][11][12]

### Compilações
- Colecção O Melhor dos Melhores (N.º 63) (1997, CD, Movieplay)[13]

### Participações

#### Compilações
- Fados de Sempre (1971, LP, Alvorada) Tema: "Gosto de Tudo o que É Teu"[14][15]
- Fado (1987, CD, Polygram) Tema: "Casa Portuguesa"[16]
- Fado : Sempre! Ontem, Hoje e Amanhã = Always! Yesterday, Today and Tomorrow (2008, CD, iPlay) Tema: "Bateu-me à Porta a Tristeza"[17]
- "Os Fados da Alvorada vol. 1 (2009, CD, Movieplay Portuguesa) Tema: "A Rosa"[2]